# موزه و تالار مفاخر موسیقی کانتری
تالار مفاخر موسیقی کانتری (به انگلیسی: Country Music Hall of Fame and Museum) نام یک موزه ملی در ایالات متحده آمریکا است.
این موزه به افتخار موسیقی کانتری و بمنظور بزرگداشت تاریخ و فرهنگ آن بنا گردیده.
این بنا در نشویل در تنسی قرار دارد.